# Foltos erszényesnyest
A foltos erszényesnyest (Dasyurus viverrinus) az emlősök (Mammalia) osztályának erszényes ragadozók (Dasyuromorphia) rendjébe, ezen belül az erszényesnyestfélék (Dasyuridae) családjába tartozó faj.

## Előfordulása
A foltos erszényesnyest Tasmánia erdőiben és nyílt fennsíkjain fordul elő, de elszórtan Délkelet-Ausztrália némely részén is megtalálható volt egészen az 1960-as évekig. A kontinensen bizonyítottan 1966-ban látták utoljára. Úgy tűnik, hogy az ausztrál kontinensről végleg kihalt.

## Megjelenése

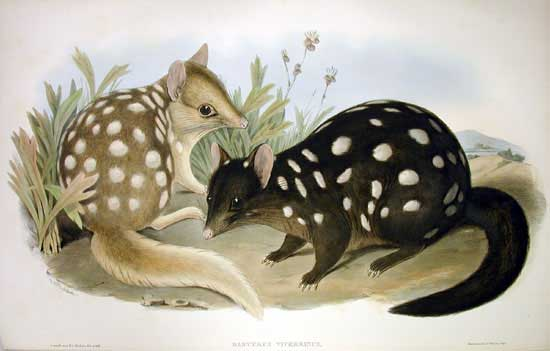
Régi rajz az állat két példányáról

E állat fej-törzs-hossza 34-37 centiméter, farokhossza 20-28 centiméter és testtömege 880-1300 gramm. Még az egy alomból származó állatok is eltérő színűek lehetnek. Szőrzetük túlnyomórészt olajbarna, fehér foltos. A fekete alapon fehér folt ritkábban fordul elő. A szőrzete puha, vastag és igen rövid. Farkán nincsenek foltok, a vége azonban gyakorta fehér színű. Lábfején jellemzően négy-négy lábujj nő, amelyek közül a harmadik és a negyedik a tövén összenőtt.

## Életmódja
A foltos erszényesnyest éjjel aktív. Tápláléka rovarokból, lárvákból, kisebb emlősökből, madárfiókákból, hüllőkből és döghúsból áll. 3-5 évet is élhet.

## Szaporodása
Az ivarérettséget egyévesen érik el. Egész évben szaporodhatnak. A vemhesség csak három hónapig tart, mert erszényes voltuk miatt a kölykök az erszényben fejlődnek ki. Születésükkor csak orruk és mancsuk van kifejlődve, és mindössze 12-15 milligrammot nyomnak. Az alomnagyság 30 utódból is állhat, de csak 6 marad életben. Az elválasztás 3-4 hónap után következik be.

## Rokon fajok
A foltos erszényesnyest legközelebbi rokonai az óriás erszényesnyest (Dasyurus maculatus) és a Geoffroy-erszényesnyest (Dasyurus geoffroyi).